# Skånevik
Skånevik est une ancienne municipalité de l'ancien comté de Hordaland, en Norvège et un village actuel du comté de Vestland. 
S'étendant sur 588 km2, la municipalité a existé de 1838 jusqu'à sa dissolution en 1965. Elle comprenait les terres entourant les deux côtés du Skånevikfjorden (en) et ses plus petites branches : l'Åkrafjorden (en) et le Matersfjorden dans les municipalités d'Etne et de Kvinnherad. Il comprenait également la partie orientale de l'île de Halsnøy et s'étendait assez loin à l'intérieur des terres jusqu'au glacier de Folgefonna. 
Le village, quant à lui, s'étend sur 0,9 km2 et comptait au recensement de 2019, 571 habitants. 

## Histoire
La paroisse de Skonevig a été érigée en commune le 1er janvier 1838. L'orthographe du nom a été changée au début du XXe siècle en son orthographe actuelle de Skånevik. Le 1er janvier 1965, la municipalité est dissoute en raison des recommandations du comité Schei lors d'une période où ont lieu de nombreuses fusions municipales à travers toute la Norvège.